# Život v pravěku (Eduard Štorch)
Život v pravěku: V říši draků, ještěrů, prvolidí je popularizační spis pro děti a mládež českého spisovatele, pedagoga a archeologa Eduarda Štorcha z roku 1912. 

Zobrazuje pravěký život od samého počátku včetně různých živočichů a rostlin (tedy i před výskytem člověka). Každá kapitola znázorňuje odlišnou éru ve vývoji Země. Spis je doplněn ilustracemi od Jaroslava Filipa.
Život v pravěku: V říši draků, ještěrů, prvolidí je útlá knížka, která původně vycházela v letech 1911–1912 v sešitech. V ní obsažená povídka Pračlověk dráždila katolíky, neboť její protagonisté byli pojmenováni podle biblických postav Evy, Adama, Kaina a Ábela, což katolická kritika brala jako znevažování biblických dějin. Císařsko-královská zemská školní rada v Brně nechala knížku v květnu 1914 vyřadit pro urážku náboženského cítění z knihoven měšťanských a obecných škol, na jaře 1915 ji čekal podobný osud i v Čechách. 

Povídka poté vyšla až v červenci roku 1941 v mírně upravené verzi s pozměněnými jmény hlavních postav a s novým titulem O pračlověku.

## Seznam kapitol
- Pravěké tvorstvo
- Doba ještěrů
- Den v dračí říši
- Doba ssavců[pozn. 2]
- Předchůdcové člověka
- Pračlověk
  - U ohniště
  - Stavba chatrče
  - Medvěd
  - Pohřeb
- Lovci
  - Diluvium
  - Zimní osada
  - Boj s medvědem
  - Rolníci a pastýři
  - Doslov

## Postavy
Postavy v kapitole / povídce Pračlověk:
- A-Dam – ve vydání z roku 1941 pojmenován jako Tatan
- E-Va – ve vydání z roku 1941 pojmenována jako Mamam
- A-Bel – ve vydání z roku 1941 pojmenován jako Skok
- Kai-N – ve vydání z roku 1941 pojmenován jako Vřešť
- Bo-Ba-Na

## Děj
Děj kapitoly / povídky Pračlověk:
Pravěká rodinka, rodiče E-Va a A-Dam a jejich dva synové Kai-N a A-Bel sídlí v koruně stromů. V noci se probudí k životu nedaleká sopka a chrlí žhavou lávu, která zapálí les. Tak se členové rodiny seznámí s ohněm a počnou opékat maso kořisti a vejce. Seznají, že plamenů se obávají dravé šelmy a tak se mohou přestěhovat ze stromu na zem. Oheň jim uhasí až prudký liják. Kai-Novi s A-Belem se při hře podaří rozdělat oheň třením. Rodina může opět využívat výhody ohně. Aby jej znovu neuhasil déšť, A-Dam kolem ohniště vybuduje přístřešek z větví.

Kai-Na s A-Belem napadne u řeky medvěd. Oba hoši vyšplhají na skálu, medvěd se při jejich pronásledování zřítí a zahyne. Mladí lovci donesou staženou kůži a kusy masa do svého domova. E-Va porodí holčičku Bo-Ba-Nu. Kai-N v loveckém zápalu omylem zabije A-Bela. Jakmile si uvědomí, co spáchal, uprchne do lesů. A-Dam s E-Vou a malou Bo-Ba-Nou po dnech truchlení odchází do jiné země.

## Vydání
- Život v pravěku: V říši draků, ještěrů, prvolidí, 1. vydání, redakcí a nákladem Františka Hrnčíře v Nymburce, 1912, ilustrace Jaroslav Filip, 124 stran
- O pračlověku, Česká grafická unie, 1941, 31 stran, ilustrátor Antonín Stallich, sešit